# Arthur Hastings
Arthur Hastings (født 1886, dødstidspunkt ukendt) er en fiktiv person i otte af Agatha Christies Hercule Poirot-romaner og 26 noveller. Under 1. verdenskrig er han kaptajn i den engelske hær. Navnet giver associationer til Slaget ved Hastings, 1066. Han bliver såret ved fronten og møder uventet "sin gamle ven" Poirot i 1916 på herregården "Styles". Herefter er han dennes assistent i ca. 7 år, inden han bliver gift og rejser til Argentina. En række forretningsrejser tillader ham af og til at vende tilbage til England, hvor han igen assisterer Poirot. Efter 1937 deltager Hastings kun i romanen Poirots sidste sag Tæppefald. Han er tilføjet persongalleriet i flere tv-produktioner af Christies romaner, hvor han oprindelig ikke var blandt personerne. 

## Hastings rolle i romanerne
Hastings er fortæller (som  Dr. Watson i Sherlock Holmes-bøgerne) og debuterer i den første Poirot-roman De låsede døre. Det fremgår, at de er gamle bekendte, men efterhånden som Agatha Christie blev mere erfaren som skribent, var Hastings unødvendig i fortællerrollen. Hastings og Poirot udvikler et nært venskab, men efter at Hastings omkring 1925 indgik ægteskab med en af personerne i Den åbne Grav, bosætter parret sig i Argentina. En række forretningsrejser tillader ham af og til at vende tilbage til England, hvor han assisterer Poirot. I løbet af 1930'erne bliver han en sjælden gæst i romanerne, men optræder stadig i en række noveller.
I fortællerrollen misforstår Hastings næsten altid de vigtige spor i opklaringen. Også når Hercule Poirot møjsommeligt gennemgår dem for ham. Han er således medvirkende til at vildlede læseren. Hans hukommelse svigter ham også af og til, mest åbenbart, da han omtaler sin hustru som "Bella", selv om hun hed "Dulcie", da de blev gift.

## Hastings som person
Hastings er en typisk britisk officer, der har været i hæren og senere i efterretningstjenesten. Hans smag er, som Poirot ofte bemærker, typisk engelsk, og han har en svaghed for brunetter og hunde. Hastings knytter sig til hunden Bob i 1937, og han bringer den formentlig med hjem til Argentina efter opklaringen af sagen i Stumt vidne. Selv om Hastings ofte føler sig forulempet af Poirots adfærd, omtaler han altid denne som en kær ven.

## TV – optræden
I den populære serie Agatha Christie's Poirot spiller Hugh Fraser rollen som Hastings i episoder indspillet fra 1989 til 2001.

## Romaner med Hastings som fortæller
1920: De låsede Døre (The Mysterious Affair at Styles) (Udkom på dansk i 1954)
1923: Den åbne Grav (Murder on the Links) (Udkom på dansk 1960)
1927: De fire store (The Big Four) (Udkom på dansk 1963)
1932: Døden lurer (Peril at End House Peril at End House]) (Udkom på dansk 1960)
1933: Tretten til Bords (Lord Edgware Dies) (Udkom på dansk 1962)
1935: ABC Mordene (The A.B.C. Murders) (Udkom på dansk 1960)
1937: Stumt Vidne (Dumb Witness) (Udkom på dansk 1961)
1975: Tæppefald (Curtain : Poirot's last Case) (Udkom på dansk 1976